# Delta metróállomás
A Delta a brüsszeli 5-ös metró állomása a Hankar és a Beaulieu állomások között. Mellette párhuzamosan helyezkedik el a vele azonos nevű vasútállomás a 26-os (Schaerbeek-Halle) vasútvonalon.

## Az állomás története

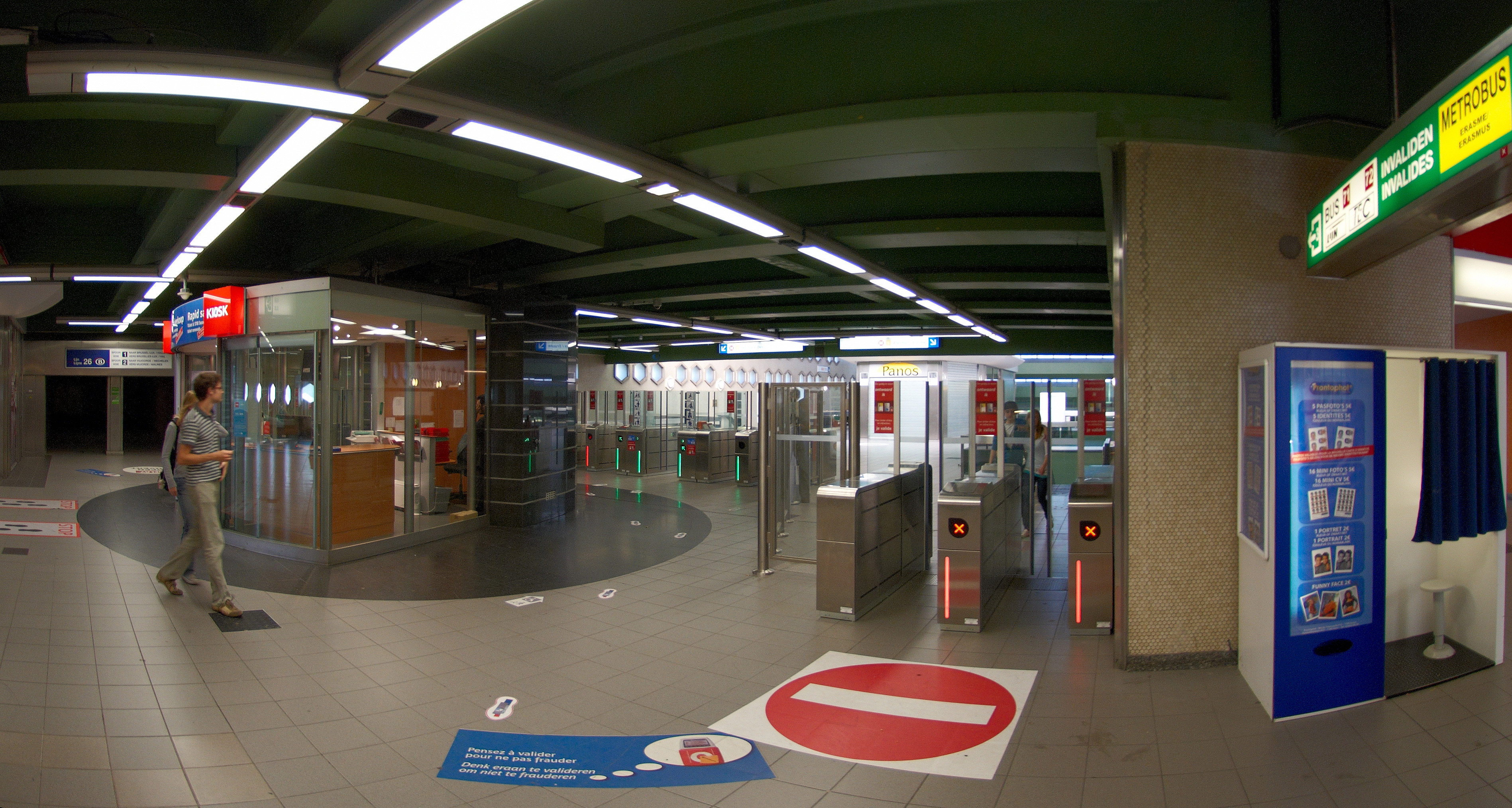
Az állomáscsarnok a már megszűnt jegypénztárral és a beléptető kapukkal

Az állomás a felszínen épült az 1970-es évek közepén, az A4-es (E411) autópálya Brüsszelből induló első szakaszával egy időben, melynek kiindulópontja a Delta mellett található.
Annak ellenére, hogy Auderghemnek ezen a területén nagyrészt parlagon heverő földek voltak, több utcát is ki kellett sajátítani az építkezésekhez (rue Joseph Lombaert és avenue Charles d'Orjo de Marchovelette).
A 26-os (Schaerbeek-Halle) vasútvonallal párhuzamosan egy völgyben helyezkedik el, mint például a Hankar, Pétillon és Thieffry állomások. A metróállomás mellett közvetlenül helyezkedik az azonos nevű vasútállomás is.
Az állomás közvetlen szomszédságában épült fel a STIB metró- és autóbuszgarázsa. Az állomásról a kocsiszínbe vezető sínek delta alakot formáznak, innen jön az elnevezés.

## Jellemzői
Az állomás megközelíthető a boulevad du Triomphe-ról, a rue Jules Cockxról és a boulevard des Invalides és a rue des Trois Ponts kereszteződésétől.

## Átszállási lehetőségek

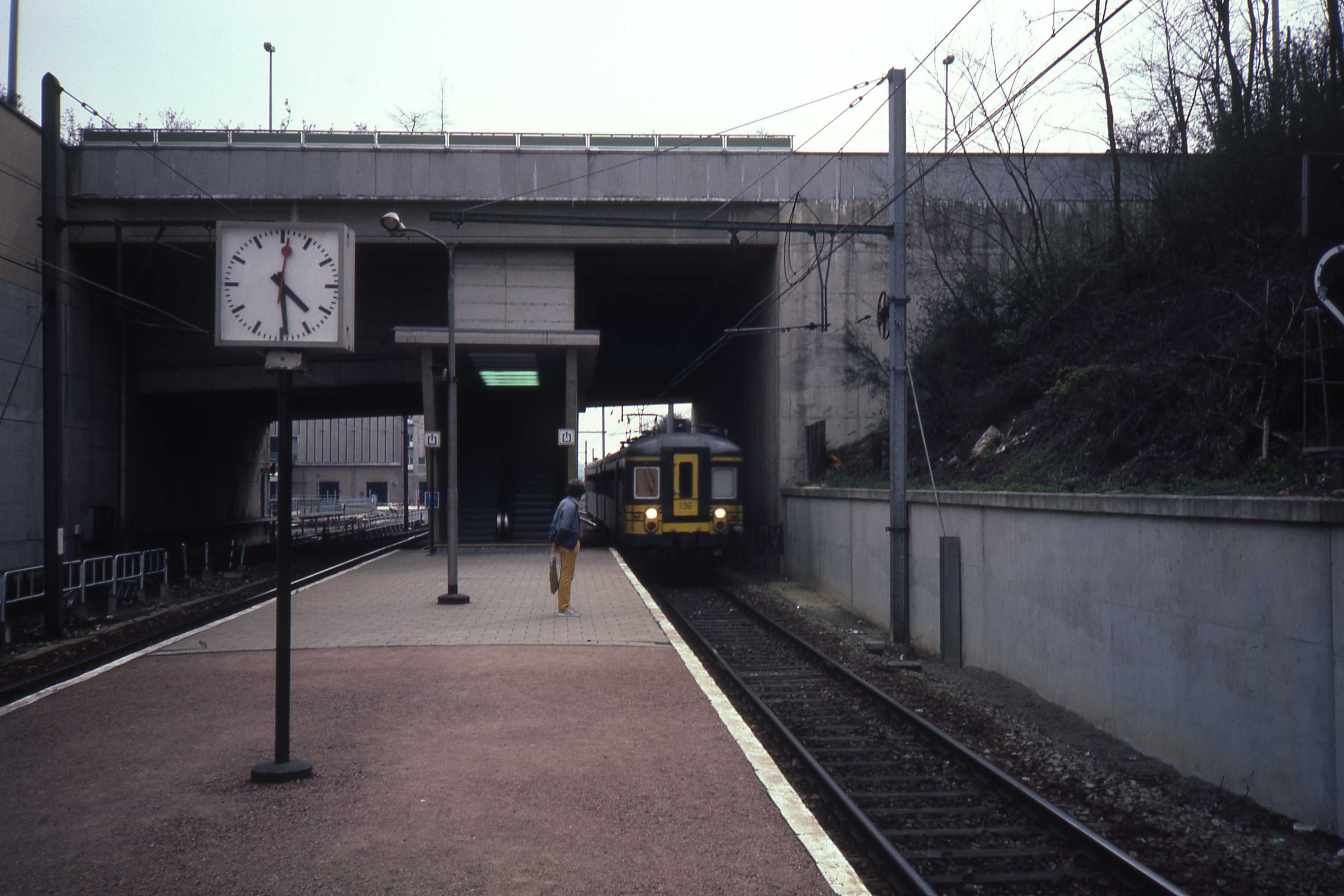
A vasútállomás peronja. Balra található a metróállomás.

| 26-os belga vasútvonal (Schaerbeek – Halle) |                                        |                                   |
| 5 (Érasme – Herrmann-Debroux)               |                                        |                                   |
| Állomás                                     | Átszállási lehetőségek                 | Fontosabb létesítmények           |
| Delta                                       | 71 De Brouckère - Delta 72 ADEPS - ULB | ULB, a STIB metró- és buszgarázsa |

## Fordítás
- Ez a szócikk részben vagy egészben  a   Delta (métro de Bruxelles) című francia Wikipédia-szócikk ezen változatának fordításán alapul.  Az eredeti cikk szerkesztőit annak laptörténete sorolja fel. Ez a jelzés csupán a megfogalmazás eredetét és a szerzői jogokat jelzi, nem szolgál a cikkben szereplő információk forrásmegjelöléseként.